# Branislav Ivanović
Branislav Ivanović (Sremska Mitrovica, antigua República Federal Socialista de Yugoslavia, 22 de febrero de 1984) es un exfutbolista serbio que jugaba como defensa.

## Trayectoria

### Inicios
Comenzó su carrera futbolística en su ciudad natal con el FK Srem, club en donde también jugó su padre como defensa, antes de ser transferido al OFK Belgrado en diciembre de 2003.

### Lokomotiv Moscú

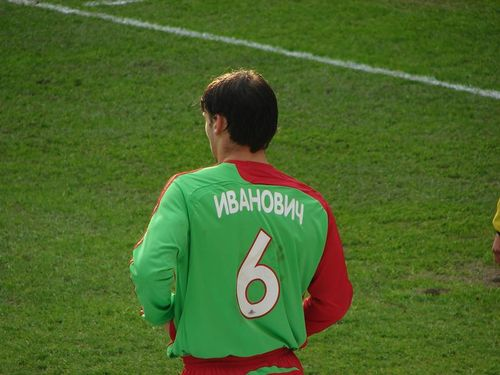
Ivanović jugando para el Lokomotiv

Después de jugar durante tres años en la Superliga Serbia, fue firmado por el Lokomotiv Moscú de Rusia en enero de 2006. Entrenado por su compatriota Slavoljub Muslin, con apenas 22 años de edad, hizo 28 apariciones con el equipo e hizo 2 anotaciones en su primera temporada disputada. Solo fue sustituido 2 veces durante toda la temporada y contribuyó en gran parte a que el Lokomotiv Moscú peleara el primer lugar en la Liga Premier de Rusia, aunque el equipo no logró consagrarse campeón. Ivanović selló un lugar en la selección de Serbia durante su estancia en Rusia.
En la temporada siguiente, siendo ya pieza fundamental en el equipo, hizo 26 apariciones en la liga e hizo 3 anotaciones. Durante su estancia en el Lokomotiv Moscú, su único logro es la Copa de Rusia, lograda en 2007.

### Chelsea

#### 2007-08
El 15 de enero de 2008 el Chelsea F. C. confirmó en su página web que había llegado a un acuerdo con el Lokomotiv Moscú para contratarlo, ganándole la partida a otros equipos que buscaban su contratación, como el A. C. Milan, el Inter de Milán y la Juventus de Turín de Italia o el Ajax Ámsterdam de los Países Bajos, pagando una cantidad de £9 millones. Sujeto al acuerdo de los términos de la transferencia y a la aprobación de un médico, el Lokomotiv Moscú anunció que sería traspasado al Chelsea por una cantidad de 13 millones de euros (9 700 000 £), la cual, según el club ruso, era en ese momento la transferencia más cara en la historia del fútbol ruso. Fue firmado por un período de tres años y medio y se le asignó el dorsal 2.
A pesar de que llegó con altas expectativas, no pudo hacer una sola aparición con el Chelsea en todo lo que restaba de la temporada 2007-08 bajo el mandato de Avram Grant. La razón dada por el club era la falta de ritmo que traía, luego de meses de haber terminado la temporada en la Liga Premier de Rusia cuando fue contratado. Sin embargo, desempeñó algunos partidos con el equipo de reservas.

#### 2008-09

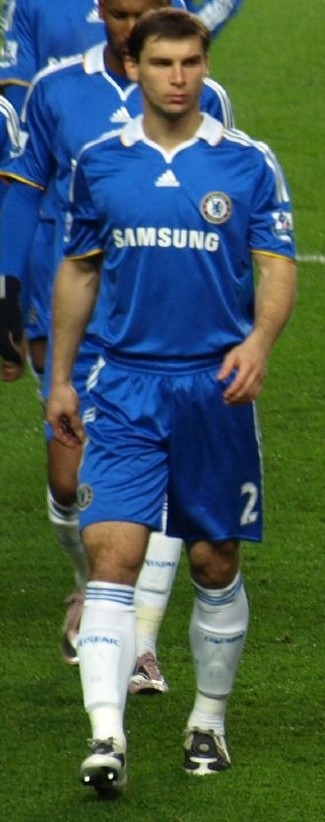
Ivanović en 2008.

Después de no ver actividad durante todo el verano de 2008, se le vinculó con el abandono del Chelsea FC, ya que era pretendido por clubes como el AC Milan o la Juventus FC. Sin embargo, se ganó la confianza del entrenador Luiz Felipe Scolari, quien había dicho que Ivanović iba a tener un lugar en el primer equipo.
Más de ocho meses después de convertirse en jugador del Chelsea, hizo su debut con el equipo el 24 de septiembre de 2008 en un partido de Football League Cup contra el Portsmouth FC. En ese partido tuvo un excelente desempeño y su equipo salió victorioso por 4-0. Más tarde hizo su debut en la Premier League contra el Aston Villa en Stamford Bridge el 5 de octubre, partido que ganó el Chelsea por 2-0. Ivanović jugó un total de 9 juegos en la temporada 2008-09 bajo el mandato de Scolari.
En la ventana de transferencias de enero de 2009, se le vinculó con un equipo de la Serie A de Italia, la ACF Fiorentina. El 27 de enero su agente confirmó que estaban en negociaciones con el club italiano. Sin embargo, el 1 de febrero, el gerente italiano de la Fiorentina, Ernesto Broseti, confirmó que el Chelsea no estaba dispuesto a venderlo y que probablemente permanecería en Londres, cosa que finalmente ocurrió.
Después de que el Chelsea despidiera a Scolari y contratara a Guus Hiddink, fue tomado en cuenta desde que el nuevo entrenador fue contratado, ya que Hiddink era al mismo tiempo el entrenador de la selección de Rusia y lo conocía a la perfección, ya que veía partidos de la Liga Premier de Rusia para seleccionar a los jugadores que iban a jugar en el seleccionado ruso. El 4 de abril de 2009 hizo su primera aparición con el equipo en un partido de Premier League contra el Newcastle United, después de 3 meses de no ver actividad. En ese partido el Chelsea salió victorioso por 2-0. A partir de ese juego, Ivanović fue tomado en cuenta en casi todos los partidos siguientes.
Marcó sus primeras 2 anotaciones con el Chelsea en el partido de ida de los cuartos de final de la Liga de Campeones contra el Liverpool FC en Anfield, contribuyendo en gran parte a que el Chelsea se impusiera por 3-1 como visistante, para después liquidar la serie en Stamford Bridge en un dramático empate a 4-4 y clasificar a las semifinales con un marcador global de 7-5. Sus dos goles le valieron como punto de partida para el resto de la temporada en el equipo dirigido por Hiddink, así como haciendo de él uno de los jugadores favoritos de la afición del Chelsea. Sion embargo, al final de la temporada, Hiddink lo relevó de nuevo a la banca después del partido de ida entre el Chelsea y el FC Barcelona en las semifinales de la Liga de Campeones, perdiéndose el partido de vuelta, en donde el Chelsea fue eliminado por gol de visitante. Ivanović también se perdió la final de la FA Cup, en donde el Chelsea se impuso por 2-1 sobre el Everton FC.

#### 2009-10

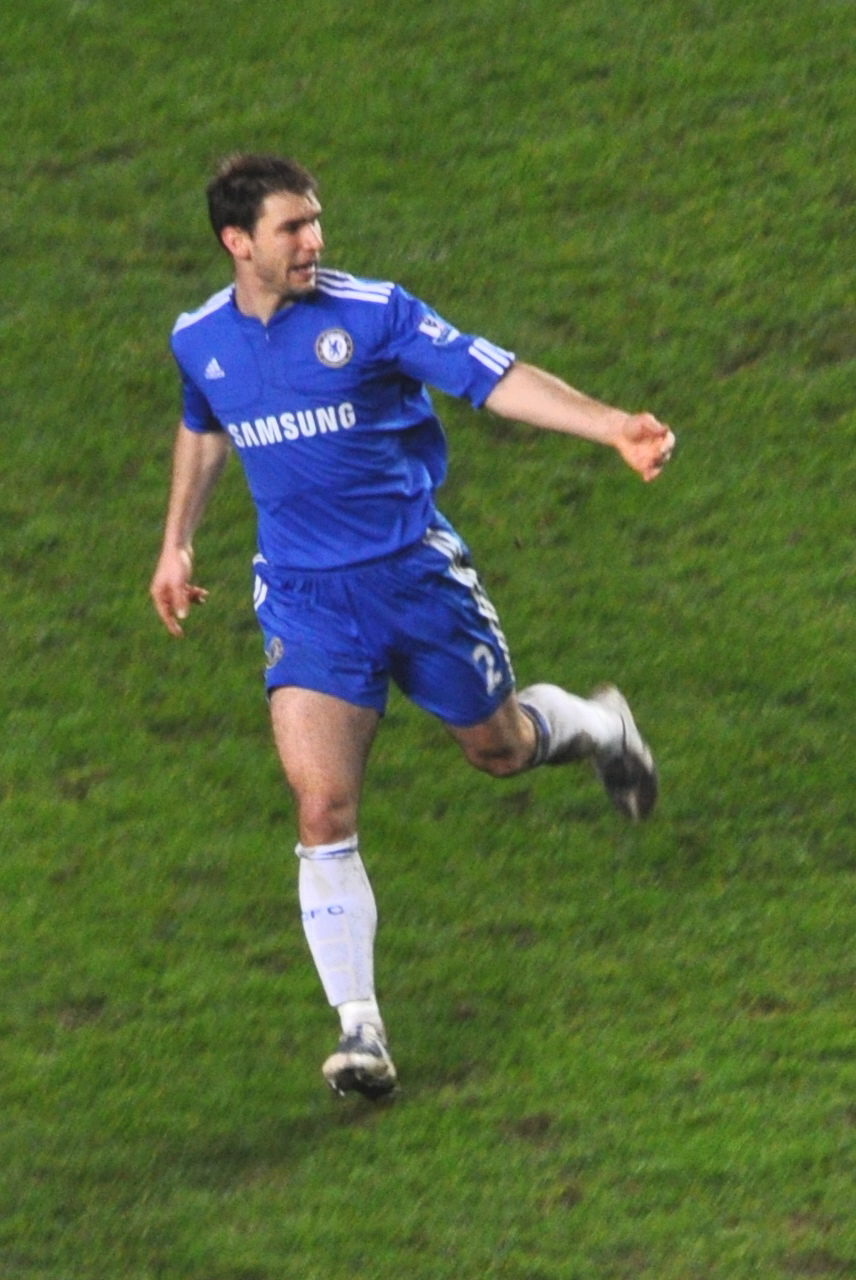
Ivanović durante un encuentro con el Chelsea FC en 2010.

Con la llegada del italiano Carlo Ancelotti al banquillo del Chelsea, vio más actividad en la temporada 2009-10 que en temporadas anteriores. El 9 de agosto de 2009 disputó la Community Shield ante el Manchester United, aunque fue sustituido por José Bosingwa al medio tiempo. En ese partido, el Chelsea se impuso por 4-2 al Manchester United en la tanda de penales, luego de haber empatado a 2-2 los 90 minutos. Ivanović tuvo mucha mayor participación con el Chelsea, aunque la mayoría de los partidos los disputó como defensa central, ya que Bosingwa era el titular indiscutible por la banda derecha. Sin embargo, el 17 de octubre de 2009, en un partido entre el Chelsea y el Aston Villa, Bosingwa tuvo que ser sustituido por Ivanović en el minuto 69 debido a una lesión en la rodilla, la cual lo dejó fuera de actividad durante el resto de la temporada. Debido a esto, tomó su lugar en la banda derecha, siendo titular indiscutible en todos los partidos siguientes.
El 30 de octubre de 2009 anotó su primer gol en la Premier League con el Chelsea, al haber anotado en el minuto 82 el tercer gol en la victoria del Chelsea por 4-0 sobre el Bolton Wanderers en el Estadio Reebok. Aunque se asentó mucho más en el Chelsea que en temporadas anteriores, aún persistía el interés de varios equipos europeos por contratarlo. El 22 de diciembre de 2009, una semana antes del comienzo del mercado de transferencias de invierno, el diario español Marca situó a Ivanović en la mira del Real Madrid, ya que el club español quería contratar a Ivanović para suplir a Pepe, quien estaba fuera por lesión. Al final, el traspaso no se concretó.
El 21 de marzo de 2010, en un partido entre el Blackburn Rovers y el Chelsea, tuvo que salir de cambio en el minuto 45 por Yuri Zhirkov debido a una lesión en la rodilla. Dos días después, se anunció que quedaba fuera de acción durante un mes, tomando su lugar Paulo Ferreira. Su regreso a las canchas fue el 17 de abril de 2010 ante el Tottenham Hotspur, entrando de cambio en el minuto 46 por Ferreira. El 9 de mayo de 2010, Ivanović se consagró campeón de la Premier League, luego de que el Chelsea derrotó al Wigan Athletic por 8-0. En ese partido, Ivanović sirvió con una asistencia a Nicolas Anelka para la anotación del 5-0. También se consagró campeón de la FA Cup el 15 de mayo de 2010, luego de que el Chelsea se impuso por 1-0 sobre el Portsmouth FC.
Gracias a sus actuaciones como lateral derecho, fue incluido en el Equipo del Año de la PFA.
El 15 de mayo de 2013 anotó el gol del triunfo en el agregado en la final de la Liga Europa de la UEFA ante el S. L. Benfica de Portugal (2-1), colocando así, al Chelsea F. C. como vigente campeón de Liga de Campeones de la UEFA y Liga Europa de la UEFA al mismo tiempo.

### Zenit
El 1 de febrero de 2017 se confirmó su traspaso al Zenit de San Petersburgo. Abandonó el club en julio de 2020 tras expirar su contrato.

### Regreso a Inglaterra
Tras mes y medio sin equipo, el 15 de septiembre firmó por un año con el West Bromwich Albion F. C. Al finalizar la temporada no renovó su contrato y abandonó el club.

## Selección nacional

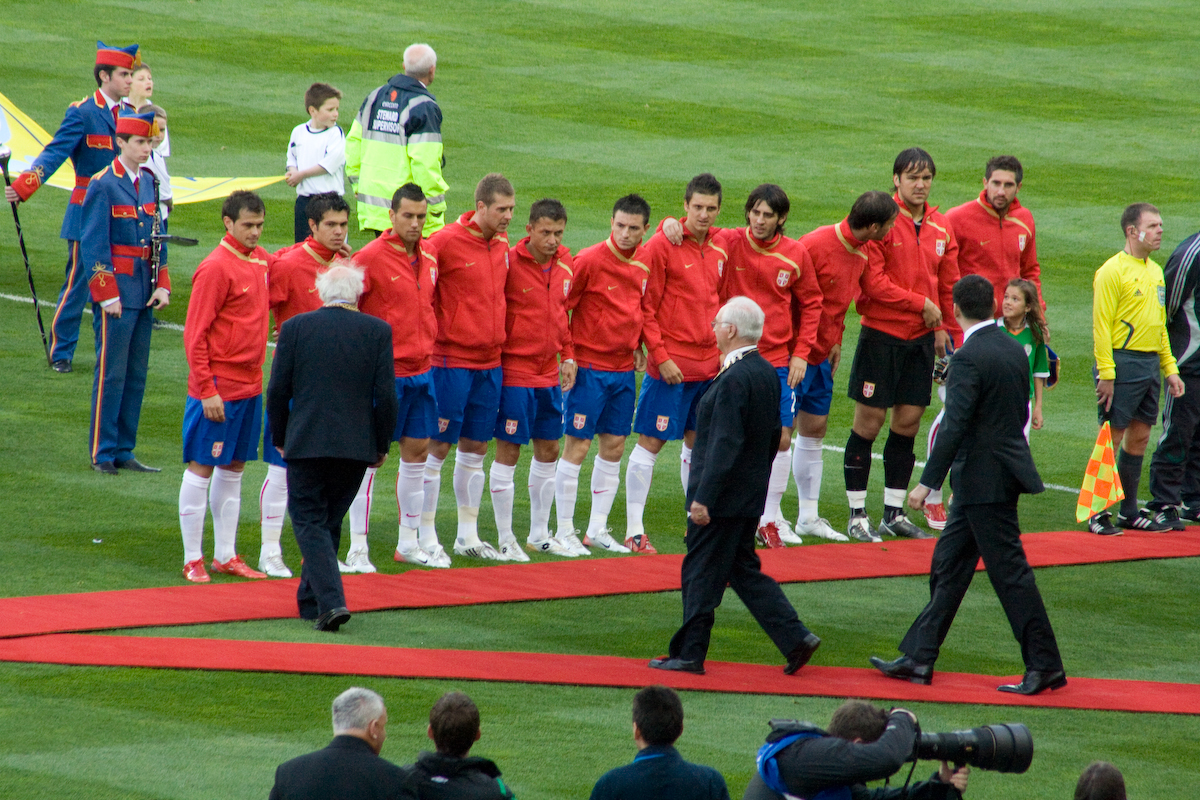
Ivanović con la.

### Sub-21
Su debut con la selección de Serbia y Montenegro sub-21 tuvo lugar el 15 de diciembre de 2003 ante Macedonia. En ese partido, su equipo se impuso por 4-1. Su primer con esta selección fue ante el mismo rival dos días después, en la victoria de su equipo por 7-0.
Formó parte del equipo que disputó la Eurocopa Sub-21 de 2006 celebrado en Portugal, donde hizo 4 apariciones y anotó un gol. Se le asignó el brazalete de capitán durante la competencia. Fue incluido en la selección de Serbia sub-21 que disputó la Eurocopa Sub-21 de 2007, celebrada en los Países Bajos, donde Serbia finalizó como subcampeón del torneo.
En total disputó 38 partidos con la sub-21, con la cual anotó 4 goles.

### Selección absoluta
Debutó con la selección de Serbia y Montenegro el 8 de junio de 2005 en un partido amistoso contra Italia en Toronto, Canadá, entrando como sustituto en el minuto 77 por Marko Baša. Ivanović anotó su primer gol con la selección de Serbia el 12 de septiembre de 2007, anotándole a Portugal en Lisboa. La anotación era de mucha importancia, ya que Serbia estaba abajo en el marcador por 1-0 e Ivanović se encargó de empatar el partido mediante un tiro libre en el minuto 88 cobrado por Dejan Stanković para sellar el empate. Este partido era parte de la clasificación para la Eurocopa 2008. Al final Serbia no clasificó a la competencia.
A pesar de no haber sido tomado en cuenta por el Chelsea desde un principio, continuó siendo pieza clave en la selección de Serbia para los partidos clasificatorios a la Copa Mundial de Sudáfrica 2010, ya que tenía la total confianza del entrenador del seleccionado serbio Radomir Antić. Hasta el 29 de marzo de 2009, Ivanović fue el máximo anotador del grupo 7 en la clasificación para la Copa Mundial de Fútbol de 2010 con 3 anotaciones, empatando con Franck Ribéry, Marius Stankevičius y Nikola Žigić. Su habitual compañero en la defensa era Nemanja Vidić, jugador del Manchester United.
El 1 de junio de 2018 el seleccionador Mladen Krstajić lo incluyó en la lista de 23 para el Mundial.

### Goles con selección nacional
| Gol | Fecha                    | Sede                                          | Oponente | Marcador | Resultado | Competencia                                |
| --- | ------------------------ | --------------------------------------------- | -------- | -------- | --------- | ------------------------------------------ |
| 1.  | 12 de septiembre de 2007 | Estadio José Alvalade, Lisboa, Portugal       | Portugal | 1 - 1    | 1 – 1     | Clasificación para la Eurocopa 2008        |
| 2.  | 10 de septiembre de 2008 | Stade de France, París, Francia               | Francia  | 2 - 1    | 2 – 1     | Clasificación para la Copa Mundial de 2010 |
| 3.  | 11 de octubre de 2008    | Estadio Estrella Roja, Belgrado, Serbia       | Lituania | 1 - 0    | 3 – 0     | Clasificación para la Copa Mundial de 2010 |
| 4.  | 28 de marzo de 2009      | Stadionul Farul Constanta, Constanza, Rumanía | Rumania  | 1 - 3    | 2 – 3     | Clasificación para la Copa Mundial de 2010 |
| 5.  | 7 de octubre de 2011     | Estadio Estrella Roja, Belgrado, Serbia       | Italia   | 1 - 1    | 1 – 1     | Clasificación para la Copa Mundial de 2010 |
| 6.  | 28 de febrero de 2012    | Tsirion Athlítiko Kentro, Limasol, Chipre     | Armenia  | 0 - 2    | 0 – 2     | Amistoso                                   |
| 7.  | 11 de septiembre de 2012 | Estadio Karađorđe, Novi Sad, Serbia           | Gales    | 5 - 1    | 6 – 1     | Clasificación para la Copa Mundial de 2014 |
| 8.  | 31 de mayo de 2014       | Toyota Park, Bridgeview, Estados Unidos       | Panamá   | 0 - 1    | 1 – 1     | Amistoso                                   |

### Participaciones en Copas del Mundo
| Mundial                        | Sede      | Resultado    |
| ------------------------------ | --------- | ------------ |
| Copa Mundial de Fútbol de 2010 | Sudáfrica | Primera fase |
| Copa Mundial de Fútbol de 2018 | Rusia     | Primera fase |

## Clubes
| Club                       | País                | Año       | Partidos | Goles |
| -------------------------- | ------------------- | --------- | -------- | ----- |
| F. K. Srem                 | Serbia y Montenegro | 2002-2003 | 19       | 2     |
| O. F. K. Belgrado          | Serbia y Montenegro | 2003-2006 | 67       | 7     |
| F. C. Lokomotiv Moscú      | Rusia               | 2006-2008 | 71       | 7     |
| Chelsea F. C.              | Inglaterra          | 2008-2017 | 377      | 34    |
| Zenit de San Petersburgo   | Rusia               | 2017-2020 | 125      | 12    |
| West Bromwich Albion F. C. | Inglaterra          | 2020-2021 | 15       | 0     |

## Palmarés

### Torneos nacionales
| Título                | Club                     | País       | Año  |
| --------------------- | ------------------------ | ---------- | ---- |
| Copa de Rusia         | F. C. Lokomotiv Moscú    | Rusia      | 2007 |
| FA Cup                | Chelsea F. C.            | Inglaterra | 2009 |
| Community Shield      | Chelsea F. C.            | Inglaterra | 2009 |
| Premier League        | Chelsea F. C.            | Inglaterra | 2010 |
| FA Cup                | Chelsea F. C.            | Inglaterra | 2010 |
| FA Cup                | Chelsea F. C.            | Inglaterra | 2012 |
| Copa de la Liga       | Chelsea F. C.            | Inglaterra | 2015 |
| Premier League        | Chelsea F. C.            | Inglaterra | 2015 |
| Premier League        | Chelsea F. C.            | Inglaterra | 2017 |
| Liga Premier de Rusia | Zenit de San Petersburgo | Rusia      | 2019 |
| Liga Premier de Rusia | Zenit de San Petersburgo | Rusia      | 2020 |
| Copa de Rusia         | Zenit de San Petersburgo | Rusia      | 2020 |

### Torneos internacionales
| Título                       | Club          | Sede      | Año  |
| ---------------------------- | ------------- | --------- | ---- |
| Liga de Campeones de la UEFA | Chelsea F. C. | Múnich    | 2012 |
| Liga Europea de la UEFA      | Chelsea F. C. | Ámsterdam | 2013 |

### Distinciones individuales
| Distinción                                               | Año  |
| -------------------------------------------------------- | ---- |
| Incluido en el Equipo del Año de la Premier League (PFA) | 2010 |
| Futbolista del Año en Serbia                             | 2012 |

## Familia
Por parte de su madre, es pariente del futbolista Đorđe Milovanović, futbolista que militó en el Estrella Roja de Belgrado, así como con su hijo Dejan Milovanović.
Él y su esposa Nataša, a la que conocía desde su infancia en un vecindario de Sremska Mitrovica, contrajeron matrimonio en enero de 2008 y tienen un hijo llamada Stefan, quien nació en julio de 2008.